# Супоевка
Супо́евка (укр. Супоївка) — село, входит в Яготинский район Киевской области Украины.
Население по переписи 2001 года составляло 720 человек. Почтовый индекс — 07710. Телефонный код — 4575. Занимает площадь 2,7 км². Код КОАТУУ — 3225587401.

## История
- с 1799 в селе Николаевская церковь.[1]
- Есть на карте 1812 года.[2]

- В 1946 году указом ПВС УССР село Войтовцы переименовано в Супоевку[3].

## Местный совет
07710, Київська обл., Яготинський р-н, с. Супоївка, вул. Війтовецька, 90, тел. 5-36-43; 35-3-31 (укр.)